# Municipio de Cerro de San Pedro
El municipio de Cerro de San Pedro es un municipio de San Luis Potosí, localizado en la zona centro del estado. El origen de este municipio es debido al descubrimiento de mineral de oro y plata en sus territorios durante el virreinato de la Nueva España en el siglo XVI y XVII, pero ya desde tiempos prehispánicos había poblaciones indígenas de guachichiles, quienes veneraban al cerro como sagrado. 
Este lugar fue el primer asentamiento de los que serían los pobladores de la actual ciudad de San Luis Potosí.

## Geografía

### Ubicación
El municipio se encuentra localizado en la zona centro del estado, con una superficie de 122.87 km².

Limita al norte con los municipios de Soledad de Graciano Sánchez y Armadillo de los Infante; al este con los municipios de Armadillo de los Infante y Zaragoza; al sur con los municipios de Zaragoza y San Luis Potosí; al oeste con el municipio de Soledad de Graciano Sánchez.
Cerro de San Pedro, cabecera del municipio, se encuentra en la ubicación 22°13′0″N 100°48′4″O / 22.21667, -100.80111.

### Orografía
De acuerdo con el Sistema Integral de Información Geográfica y Estadística del INEGI, al año 2000, la superficie total del municipio es de 127.48 km² y representa el 0.21% del territorio estatal.
Prácticamente todo el municipio de Cerro de San Pedro se encuentra enclavado en la zona montañosa, destacando en la parte norte el Cerro Reposa que se encuentra a 2,356 metros sobre el nivel del mar. Además hay otros cerros de importancia como son: San Pedro, Portezuelo, Lobo, Chiquihuitillo, las Cruces y el Ranchito.

### Clima
Según la clasificación climática de Köppen el clima de Cerro de San Pedro corresponde a la categoría BSk, (semiárido frío o estepario).

## Historia

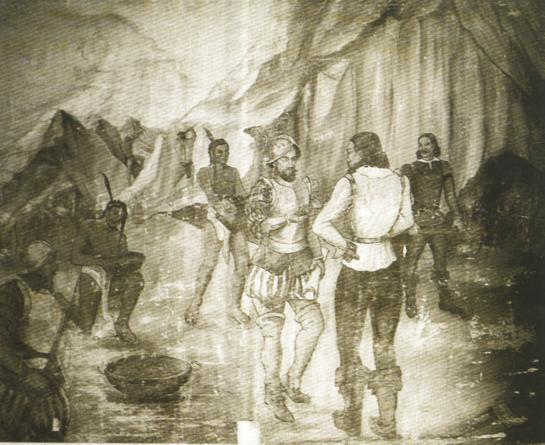
Muestra a indígenas y españoles, en la extracción de oro.

En el año 1583, en el poblado de Mesquitique, Fray Diego de la Magdalena congregó a varios naturales huachichiles. Entre estos llegó uno llamado Cualiname o Gualiname, el cual llamó su atención al traer en la pintura de su cara trazos dorados (embrijado, esta mezcla se hacía con cinabrio, grasa animal y trazos de oro). El fraile le preguntó dónde había obtenido dicho pigmento. El natural le hizo entender que al oriente de su localización actual se encontraba mucho de aquel polvo.
Fray Diego de la Magdalena comunica su descubrimiento a Fray Francisco Franco y este a su vez lo dice al Capitán Miguel Caldera quien tomó posesión del lugar.
El Capitán Miguel Caldera envió catear el lugar a Gregorio de León, Juan de la Torre y a Pedro de Anda. Este último hizo bautizar el lugar como San Pedro del Potosí, en honor al santo de su nombre y en memoria de las famosas minas del Potosí en el Alto Perú, hoy Bolivia, (El nombre de potosí se deriva de la palabra Quechua, poc-to-si, que se traduce como riqueza inmensa).
En el cerro y sus alrededores se encontró mucho mineral de oro y plata, pero no había agua suficiente para realizar el beneficio. La ubicación más cercana de agua estaba hacia el poniente, en una región dominada aún por varias tribus chichimecas, en el área en que posteriormente se asentaría la ciudad de San Luis Potosí.
El historiador Primo Feliciano Velázquez incluyó extensas descripciones del lugar en sus relaciones.
Con los privilegio y preeminencias concebidas á la ciudad siguió gobernada política y militarmente por los Alcaldes mayores, disfrutando éstos igualmente de las prerrogativas que hemos referido, hasta 1787 que fue dividida la Nueva España en doce intendencias, siendo una de ellas la de San Luis Potosí, á la que pertenecían las Provincias de Tejas, Coahuila, Nuevo León y Tamaulipas, abarcando por tal motivo una extensión muy superior á las otras.

### Historia contemporánea

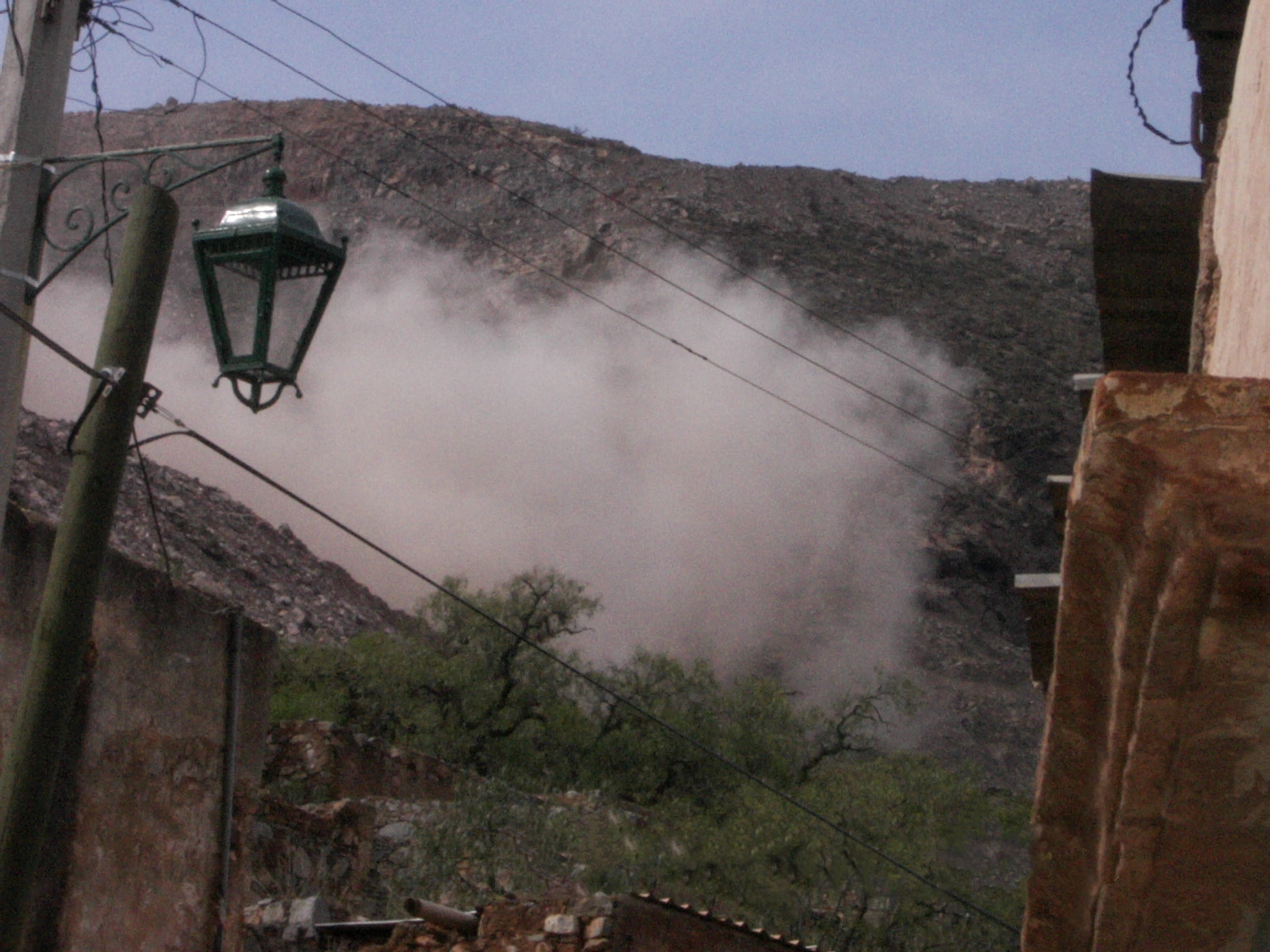
Imagen de una explosión.

Las minas fueron explotadas, entre otras compañías, por ASARCO, Metalúrgica Mexicana. En el periodo de esta última se suscitó una huelga minera (1948), la cual fue perdida por los mineros; la compañía decidió marcharse, no sin antes derrumbar los tiros y cañones principales. Nunca se declararon agotadas sus minas.

## Demografía
La población total del municipio de Cerro de San Pedro es de 5050 habitantes, lo que representa un crecimiento promedio de 2.4% anual en el período 2010-2020 sobre la base de los 4021 habitantes registrados en el censo anterior. Al año 2020 la densidad del municipio era de 41,18 hab/km².
| Gráfica de evolución demográfica de Municipio de Cerro de San Pedro entre 2000 y 2020 |
|                                                                                       |
| Fuente: Instituto Nacional de Estadística Geografía e Informática                     |

En el año 2010 estaba clasificado como un municipio de grado muy bajo de vulnerabilidad social, con el 4.18% de su población en estado de pobreza extrema.
La población del municipio está mayoritariamente alfabetizada (6.93% de personas analfabetas al año 2010), con un grado de escolarización en torno de los 7.5 años. Solo el 0.17% de la población se reconoce como indígena.
El 94.55% de la población profesa la religión católica. El 1.91% adhiere a las iglesias Protestantes, Evangélicas y Bíblicas.

### Localidades
Según el censo de 2010, la población del municipio se distribuía entre 18 localidades, de las cuales 17 eran pequeños núcleos urbanos de menos de 500 habitantes.
Las localidades con mayor número de habitantes y su evolución poblacional son:
| Localidad                               | Población 2010 | Población 2020 |
| Total Municipio                         | 4021           | 5050           |
| Cerro de San Pedro (Cabecera municipal) | 97             | 97             |
| Joyita de la Cruz                       | 312            | 366            |
| Los Gómez Lado Oriente                  | 389            | 421            |
| Planta del Carmen (El Ocho)             | 324            | 471            |
| Portezuelo                              | 1353           | 1578           |
| Real del Potosí                         | 397            | 603            |

## Economía
Según los datos relevados en 2010, 209 personas desarrollaban su actividad en el sector primario (agricultura, ganadería, aprovechamiento forestal, pesca y caza), 225 personas estaban empleadas en la elaboración de productos manufacturados y 180 personas en la construcción. Estos rubros concentraban la actividad de aproximadamente de mitad de las 1476 personas que ese año formaban la población económicamente activa del municipio.
Según el número de unidades activas relevadas en 2019, los sectores más dinámicos son la prestación de servicios de alojamiento temporal y preparación de alimentos y bebidas, el comercio minorista y en menor medida la elaboración de productos manufacturados.

## Educación y salud
En 2010, el municipio contaba con escuelas preescolares, primarias, secundarias y 2 escuelas de educación media (bachilleratos). Contaba con 2 unidades destinadas a la atención de la salud, con un total de 1 persona como personal médico.

El 21.4% de la población, (875 personas), no habían completado la educación básica, carencia social conocida como rezago educativo. El 27.7%, (1135 personas) carecían de acceso a servicios de salud.

## Cronología del presidentes municipales
- D. Francisco Salazar (1820)
- Primitivo Loredo Sánchez (1949-1952)
- Armando Loredo Loredo (1952-1955)
- Álvaro Patiño (1955-1958)
- Primitivo Loredo López (1958-1961)
- Bernabé Loredo Cadena (1961-1964)
- Genaro Alonso Loredo (1964-1967)
- V. Cruz Loredo Celia (1967-1970)
- Nieves Loredo Y Odilón Rocha (Interinos)
- Alejandro Guerrero Aguayo (1970-1973)
- Dolores Loredo Loredo (Interino)
- J. Jesús Nava Loredo (1973-1976)
- Andrés Loredo Loredo (1976-1979)
- Román Ojeda Flores (1979-1982)
- Alejandrino Loredo Gutiérrez (1982-1985)
- Alejandro Loredo Loredo (1985-1988)
- Roberto Mata Jurado(1988-1991)
- Santos Nava Ojeda (1991-1994)
- Carlos Escalante Hernández (1994-1997)
- J. Baltasar Reyes Loredo Loredo (1997)
- Marcos Nava Orocio (1997-2000)
- María Rosaura Loredo Loredo (2000-2003)
- Oscar Loredo Loredo (2003-2006)
- María Rosaura Loredo Loredo (2006-2009)
- José Santos Loredo Tenorio (2009-2012)
- María Rosaura Loredo Loredo (2012-2015)
- Ángel de Jesús Nava Loredo (2015-2018)
- María Rosaura Loredo Loredo (2018-2021])
- Esmeralda Abigail Nava Loredo (2021-2024)

## Problemas medioambientales
Tras la entrada de Minera San Xavier (una subsidiaria minera de la empresa canadiense New Gold Inc), el Cerro de San Pedro que alguna vez albergara su primer mina; "La descubridora" (que viera la luz en tiempos del Capitán Miguel Caldera hacia el siglo XVII), fue reducido a escombros en un periodo menor a siete años de operaciones, amparándose en treinta ocasiones para tal fin y provocando la pérdida del mayor símbolo de identidad estampado en el Escudo de Armas de San Luis Potosí. El daño a los mantos freáticos que abastecen a la capital potosina podría ser irreversible, ya que según testimonios de los trabajadores en la minera, el agua con cianuro ya comenzó a infiltrarse, por lo que MSX comenzará con las labores de cierre (remediación) en el 2016, sin embargo, el tajo podría colapsar contra la población.
Con respecto a la decisión política del entonces mandatario nacional Vicente Fox y a su vez el gobernador de estado Marcelo Santos, tomaron la decisión bajo la normativa y en apoyo de MSN (Minera San Xavier) en ese entonces para el derrumbe del cerro, utilizando como medio 25 toneladas diarias de dinamita para lograr el fin y de tal manera explotar el resto de la formación enriquecida de minerales como el oro y plata que la misma empresa canadiense sigue resguardando, causando un irreversible daño ecológico por los químicos que este utiliza para poder separar los metales preciosos. Los ecologistas y gente del municipio reclaman bajo protesta esta acción ya que la empresa subsidiaria utiliza cianuro para la separación del oro y plata, contaminado los mantos freáticos y así causando polución continua tanto a los minerales que la mina emana sobra la tierra, así como el agua de más de un millón 200 mil habitantes de la ciudad de SLP.